# Julio Valentín González
Julio Valentín Ferreira González (Asunción, 26 de agosto de 1981) é um futebolista profissional paraguaio , medalhista olímpico de prata.

## Carreira
Valentin integrou a Seleção Paraguaia de Futebol na Copa América de 2001.